# Elloree
Elloree és una població dels Estats Units a l'estat de Carolina del Sud. Segons el cens del 2000 tenia 742 habitants.

## Demografia
Segons el cens del 2000, Elloree tenia 742 habitants, 340 habitatges i 199 famílies. La densitat de població era de 298,4 habitants/km².
Dels 340 habitatges en un 21,2% hi vivien nens de menys de 18 anys, en un 37,6% hi vivien parelles casades, en un 17,4% dones solteres, i en un 41,2% no eren unitats familiars. En el 37,9% dels habitatges hi vivien persones soles el 23,5% de les quals corresponia a persones de 65 anys o més que vivien soles. El nombre mitjà de persones vivint en cada habitatge era de 2,18 i el nombre mitjà de persones que vivien en cada família era de 2,89.
Per edats la població es repartia de la següent manera: un 20,6% tenia menys de 18 anys, un 7,8% entre 18 i 24, un 22,4% entre 25 i 44, un 24,8% de 45 a 60 i un 24,4% 65 anys o més.
L'edat mediana era de 45 anys. Per cada 100 dones de 18 o més anys hi havia 71,7 homes.
La renda mediana per habitatge era de 22.574 $ i la renda mediana per família de 35.380 $. Els homes tenien una renda mediana de 26.838 $ mentre que les dones 21.641 $. La renda per capita de la població era de 21.711 $. Entorn del 12,3% de les famílies i el 21,1% de la població estaven per davall del llindar de pobresa.

## Poblacions més properes
El següent diagrama mostra les poblacions més properes.